# Aznar / Lebón Volumen 1
Aznar / Lebón Volumen 1 es el primer disco del dúo Aznar / Lebón, lanzado en 2007. El álbum fue grabado en vivo en marzo de 2007, en el teatro ND Ateneo de Buenos Aires.

## Lista de temas
1. Dos edificios dorados (Lebón / Lagardé)
2. Si me das tu amor (Aznar)
3. Mundo agradable (Lebón)
4. Sólo Dios sabe (B. Wilson / T. Asher)
5. Casas de arañas (Lebón / Lagardé)
6. María Navidad (Lebón)
7. Fotos de Tokio (Aznar)
8. Reyna (Lebón / Aznar)
9. Amor de juventud (Aznar)
10. Copado por el Diablo (Lebón / Lagardé)
11. Mano dura (Aznar / Lebón)
12. A cada hombre, a cada mujer (Aznar)

## Músicos
- David Lebón: Guitarra acústica, guitarra eléctrica, armónica y voz.
- Pedro Aznar: Bajo acústico, bajo fretless, guitarra acústica, piano eléctrico y voz.
- Andrés Beewsaert: Piano eléctrico, sintetizadores, programación de batería electrónica, Efectos y coros.